# Yodo-129
El yodo-129 ( 129 I) es un radioisótopo de yodo de larga vida que se genera de manera natural, pero también es de especial interés en el monitoreo y en los efectos de los productos de desintegración de la fisión nuclear artificial, donde funciona de buena manera como trazador y como posible contaminante radiológico.

## Formación y desaparición
129 I es uno de los siete productos de fisión de larga duración . Se forma principalmente a partir de la fisión de uranio y plutonio en reactores nucleares . Se liberaron cantidades significativas a la atmósfera como resultado de las pruebas de armas nucleares en las décadas del 50 y 60.
También se produce naturalmente en pequeñas cantidades, debido a la fisión espontánea del uranio natural, por espalación de rayos cósmicos de niveles traza de xenón en la atmósfera y por muones de rayos cósmicos que chocan con el telurio -130.
El 129 I se desintegra con una vida media de 15,7 millones de años, con emisiones beta y gamma de baja energía, a xenón-129 ( 129 Xe).

## Producto de la fisión
El 129 I es uno de los siete productos de fisión de larga duración que se producen en cantidades significativas. Su rendimiento es del 0,706% por fisión de 235 U.  Se producen proporciones más grandes de otros isótopos de yodo, como el 131 I, pero debido a que todos tienen vidas medias cortas, el yodo en el combustible nuclear gastado enfriado se compone de aproximadamente5⁄6 129 yo y1⁄6 del único isótopo estable de yodo, 127 I.
Dado que el 129 I es de larga duración y relativamente móvil en el medio ambiente, es de particular importancia en la gestión a largo plazo del combustible nuclear gastado. En un depósito geológico profundo de combustible usado sin procesar, es probable que el 129 I sea el radionúclido de mayor impacto potencial en períodos prolongados.
Dado que 129 I tiene una modesta sección transversal de absorción de neutrones de 30 barns, y está relativamente sin diluir por otros isótopos del mismo elemento, se está estudiando su eliminación por transmutación nuclear con neutrones o por láseres de alta potencia.

## Aplicaciones

### Datar edad del agua subterránea
129 I no se produce deliberadamente con fines prácticos. Sin embargo, su larga vida media y su relativa movilidad en el medio ambiente lo han hecho útil para una variedad de aplicaciones de datación. Estos incluyen la identificación de aguas muy antiguas en función de la cantidad de 129 I natural o su producto de descomposición 129 Xe, así como la identificación de aguas subterráneas más jóvenes por el aumento de los niveles antropogénicos de 129 I desde la década de 1960.

### Datar edad de meteoritos
En 1960, el físico John H. Reynolds descubrió que ciertos meteoritos contenían una anomalía isotópica en forma de sobreabundancia de 129 Xe. Él infirió que esto debe ser un producto de la desintegración del 129 I. radiactivo de larga desintegración. Este isótopo se produce en cantidad en la naturaleza solo en explosiones de supernovas. Como la vida media del 129 I es comparativamente corta en términos astronómicos, esto demostró que solo había pasado un corto tiempo entre la supernova y el momento en que los meteoritos se solidificaron y atraparon al 129 I. Se infirió que estos dos eventos (supernova y solidificación de la nube de gas) ocurrieron durante la historia temprana del Sistema Solar, ya que el isótopo 129 I probablemente se generó antes de que se formara el Sistema Solar, pero no mucho antes, y sembró el gas solar. isótopos de nubes con isótopos de una segunda fuente. Esta fuente de supernova también puede haber causado el colapso de la nube de gas solar.

## Otras lecturas
- Snyder, G. T.; Fabryka-Martin, J. T. (2007). «129I and 36Cl in dilute hydrocarbon waters: Marine-cosmogenic, in situ, and anthropogenic sources». Applied Geochemistry 22 (3): 692. Bibcode:2007ApGC...22..692S. doi:10.1016/j.apgeochem.2006.12.011.
- Snyder, G.; Fehn, U. (2004). «Global distribution of 129I in rivers and lakes: Implications for iodine cycling in surface reservoirs». Nuclear Instruments and Methods in Physics Research Section B: Beam Interactions with Materials and Atoms. 223–224: 579-586. Bibcode:2004NIMPB.223..579S. doi:10.1016/j.nimb.2004.04.107.

- Datos: Q2515411